# Captain Tsubasa – World Youth Hen
Captain Tsubasa – World Youth Hen (jap. キャプテン翼 ワールドユース編, Kyaputen Tsubasa: Wārudo Yūsu Hen) ist eine Manga-Serie des japanischen Zeichners Yōichi Takahashi. Die von 1994 bis 1997 erschienene Serie ist die Fortsetzung des Mangas Captain Tsubasa von 1981 und wurde unter dem Titel Captain Tsubasa J als Animeserie verfilmt. Der Shōnen-Manga ist in die Genre Sport, Drama und Action einzuordnen.

## Inhalt
Die Serie setzt Captain Tsubasa fort und erzählt, wie Tsubasa Ōzora und seine Mannschaft nach Abschluss der Schule ihre Fußballerkarrieren weiter verfolgen. Mit Shingo Aoi gewinnt Tsubasa bald einen neuen Freund, der ihn zur Junioren-Weltmeisterschaft begleitet.

## Veröffentlichung
Der Manga erschien zunächst ab Dezember 1994 in Einzelkapiteln im Magazin Weekly Shōnen Jump des Verlags Shūeisha in Japan. 1997 wurde die Veröffentlichung im Magazin und auch die der 18 Sammelbände abgeschlossen. J’ai lu brachte eine französische Übersetzung des Mangas heraus, bei Star Comics erschien eine italienische Fassung.

## Verfilmung
Das Studio Comet produzierte unter der Regie von Hiroshi Fukutomi eine Adaption des Mangas als Anime-Fernsehserie. Das Konzept stammt von Takashi Yamada und die Drehbücher schrieb Susumu Kudo. Für die künstlerische Leitung war Katsuyoshi Kanemura verantwortlich, das Charakterdesign wurde von Hiroshi Kanazawa und Tadayoshi Okimura entworfen.
Fuji TV strahlte die Serie ab dem 1. Oktober 1994 aus, noch vor Start des Mangas. Die Ausstrahlung lief bis zum 22. Dezember 1995. Es folgten diverse Ausstrahlungen der spanischen und italienischen Synchronfassungen. Auch arabische und portugiesische Übersetzungen entstanden.
| Land                         | Fernsehsender                 |
| ---------------------------- | ----------------------------- |
| Japan                        | Fuji TV, Animax               |
| Indonesien                   | RCTI, Trans7                  |
| Südkorea                     | Spacetoon                     |
| Ungarn                       | Minimax                       |
| Italien                      | Italia 1, K2, Cartoon Network |
| Volksrepublik China          | CCTV 2                        |
| Frankreich                   | TF1, France 3                 |
| Polen                        | TV Puls                       |
| Brasilien                    | Cartoon Network               |
| Vereinigte Arabische Emirate | SpaceToon                     |
| Spanien                      | La 2                          |

### Synchronsprecher
| Rolle             | Japanische Stimme (Seiyū) |
| ----------------- | ------------------------- |
| Tsubasa Ōzora     | Nozomu Sasaki             |
| Kōjiro Hyuga      | Nobuyuki Hiyama           |
| Shingo Aoi        | Masami Kikuchi            |
| Ken Wakashimazu   | Tomokazu Seki             |
| Hikaru Matsuyama  | Tsutomu Kashiwakura       |
| Sanae Nakazawa    | Fujiko Takimoto           |
| Genzō Wakabayashi | Shinichiro Miki           |
| Jun Misugi        | Megumi Ogata              |
| Ryō Ishizaki      | Kappei Yamaguchi          |
| Tarō Misaki       | Akira Ishida              |

### Musik
Die Musik der Serie wurde komponiert von Michihiko Ōta. Für den Vorspann verwendete man das Lied Fighting! von Face Free und der Abspann wurde mit Otoko Darō! (男だろっ!) von Ayako Yamazaki unterlegt.

## Rezeption
Die Animeserie bietet, so die MangasZene, zwar flüssigere Animationen und realistischere Spielzüge als die ältere Vorgängerserie Die tollen Fußball-Stars von 1983, war aber dennoch bei weitem nicht so beliebt und traf unter den Fans auf ein gespaltenes Echo.